# Distrito de Porrentruy
El distrito de Porrentruy (en francés District de Porrentruy, en alemán Bezirk Pruntrut) es uno de los tres distritos del cantón del Jura. Su capital es la comuna de Porrentruy.

## Geografía
El distrito se encuentra casi enclavado en Francia. Limita al norte con el departamento de Doubs (FRA-I) y el Territorio de Belfort (FRA-I), al noreste con el departamento de Alto Rin (FRA-A), al sureste con el distrito de Delémont, y al sur con el de Franches-Montagnes.

## Historia
Antigua bailía (1816) y distrito (1831) del cantón de Berna, distrito del cantón del Jura desde 1979. El distritro de Porrentruy incluye el valle de la Ajoie, antigua señoría del Obispado de Basilea, y la mayor parte del Clos du Doubs. La ciudad de Porrentruy es su capital. La industria relojera sigue siendo el sector de mayor actividad. El 23 de junio de 1974 el distrito aceptó la creación del cantón del Jura por 9603 votos a favor contra 4566. 

## Comunas
| Distrito de Porrentruy | Distrito de Porrentruy | Distrito de Porrentruy |
| Comunas                | Población (31.12.2014) | Superficie km²         |
| ---------------------- | ---------------------- | ---------------------- |
| Alle                   | 1755                   | 10.60                  |
| Basse-Allaine          | 1260                   | 23.05                  |
| Beurnevésin            | 124                    | 5.09                   |
| Boncourt               | 1232                   | 9.01                   |
| Bonfol                 | 687                    | 13.59                  |
| Bure                   | 685                    | 13.69                  |
| Clos du Doubs          | 1300                   | 61.77                  |
| Coeuve                 | 711                    | 11.63                  |
| Cornol                 | 1019                   | 10.44                  |
| Courchavon             | 294                    | 6.19                   |
| Courgenay              | 2258                   | 18.43                  |
| Courtedoux             | 752                    | 8.22                   |
| Damphreux              | 181                    | 5.66                   |
| Fahy                   | 353                    | 7.78                   |
| Fontenais              | 1674                   | 20.00                  |
| Grandfontaine          | 390                    | 8.98                   |
| Haute-Ajoie            | 955                    | 36.47                  |
| La Baroche             | 1164                   | 31.06                  |
| Lugnez                 | 191                    | 5.10                   |
| Porrentruy             | 6798                   | 14.75                  |
| Rocourt                | 158                    | 4.47                   |
| Vendlincourt           | 547                    | 9.18                   |
| Total (22)             | 24 488                 | 335.12                 |

## Antiguas comunas

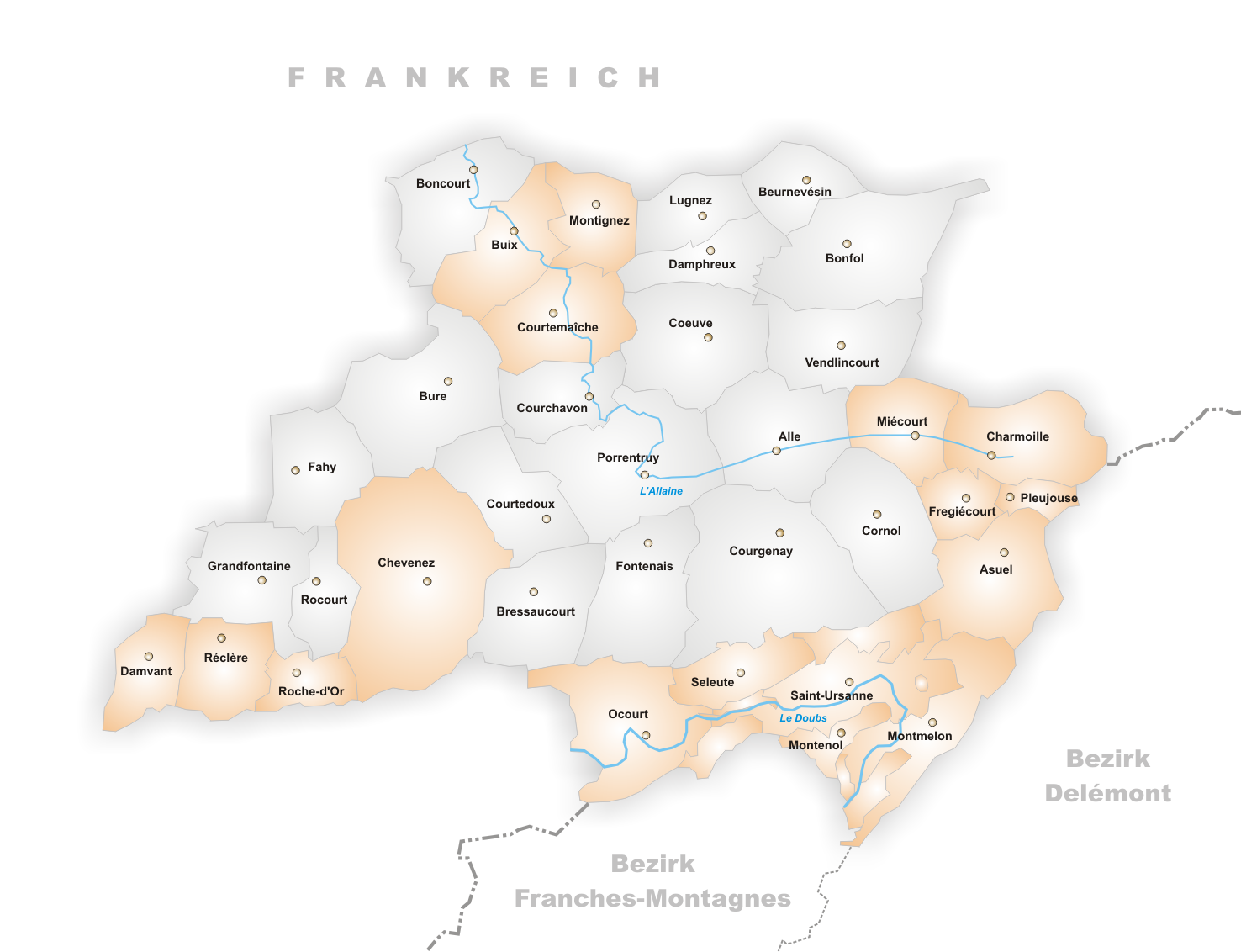
Comunas hasta 2008
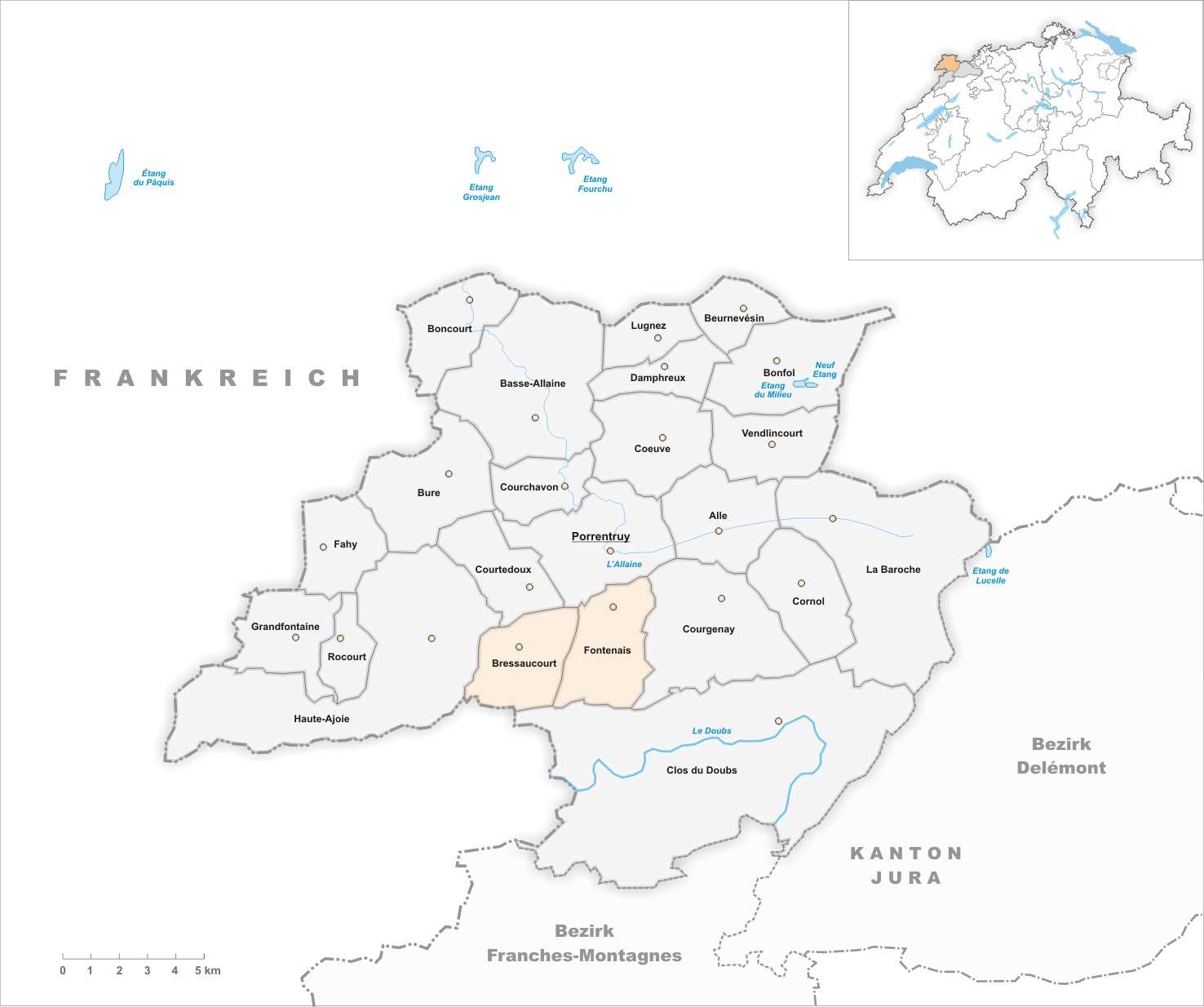
Comunas hasta 2012

### Fusiones
- 2009: Asuel, Charmoille, Fregiécourt, Miécourt y Pleujouse --> La Baroche
- 2009: Buix, Courtemaîche y Montignez → Basse-Allaine
- 2009: Chevenez, Damvant, Réclère y Roche-d'Or → Haute-Ajoie
- 2009: Epauvillers, Epiquerez, Montenol, Montmelon, Ocourt, Saint-Ursanne y Seleute → Clos du Doubs
- 2013: Bressaucourt y Fontenais → Fontenais